# گورستان خر سنگی قنات نای گرد
گورستان خر سنگی قنات نای گرد در شهرستان پاسارگاد، بخش مرکزی، دهستان کمین، ۱۰۰ متری شمال روستای نواجرد (نای گرد) واقع شده و این اثر در تاریخ ۳۰ بهمن ۱۳۸۶ با شمارهٔ ثبت ۲۰۹۰۹ به‌عنوان یکی از آثار ملی ایران به ثبت رسیده است.